# Pentti Kahma
Pentti Aatos Kahma (Alavieska, 3 de dezembro de 1943) é um antigo atleta finlandês, especialista em lançamento de disco, que participou dos Jogos Olímpicos de Verão de 1976, onde se classificou em 6.º lugar, com a marca de 63,12 m.
Foi campeão europeu em 1974. A sua melhor marca pessoal, que data de 1975, é de 66,82 m e foi obtida em Modesto, nos Estados Unidos.